# Valldemossa
Valldemossa (katalanisch; kastilisch Valldemosa) ist eine Gemeinde mit 2.016 Einwohnern (Stand: 2024) auf der spanischen Baleareninsel Mallorca. Sie liegt im Nordwesten der Insel am Fuß der Serra de Tramuntana.
Der Ausländeranteil an der Bevölkerung von Valldemossa beträgt 14,9 % (294 Personen), der Anteil der deutschen Einwohner 3,6 % (72 Personen). Der gleichnamige Hauptort Valldemossa liegt etwa 18 Kilometer nördlich der Hauptstadt Palma auf einer Höhe von 420 Metern und hat 1476 Einwohner.

## Geografie

### Orte der Gemeinde
Zur Gemeinde Valldemossa gehören folgende Orte:
- Es Nogueral (18 / 18 Einwohner)
- Es Port (3 / 3 Einwohner)
- S’Archiduc (66 / 66 Einwohner)
- Son Ferrandell (131 / 131 Einwohner)
- Son Maixella (54 / 54 Einwohner)
- Valldemossa (1476 / 1705 Einwohner)

Die Einwohnerzahlen in Klammern stammen vom 1. Januar 2008. Die erste Zahl gibt dabei die Einwohner der geschlossenen Ortschaften an, die zweite Zahl die Einwohner der Orte einschließlich der hinzu zu rechnenden „verstreut“ lebenden Bevölkerung außerhalb der eigentlichen Siedlungen. (Quelle: INE)

## Geschichte und Kultur

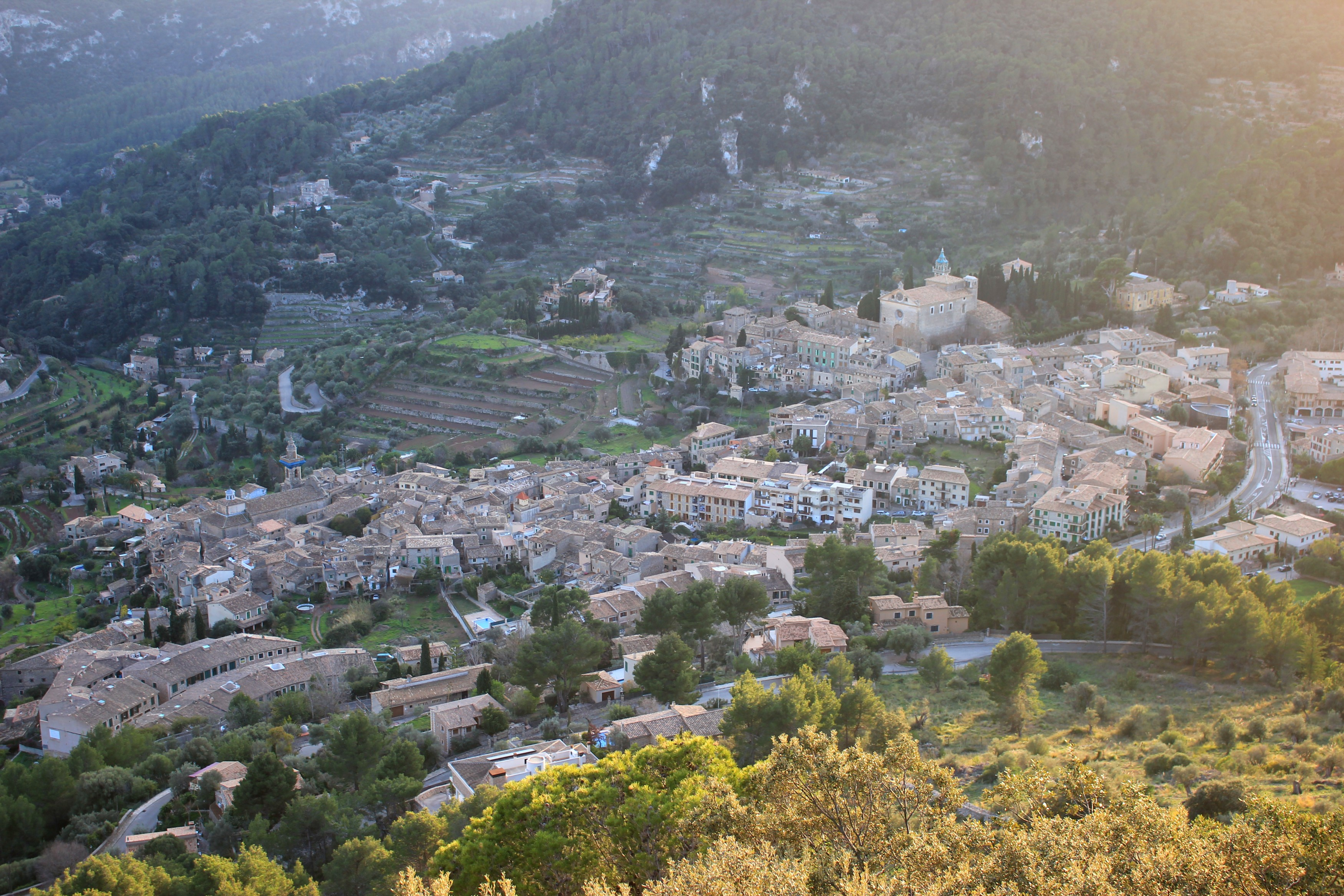
Ortsansicht von Norden

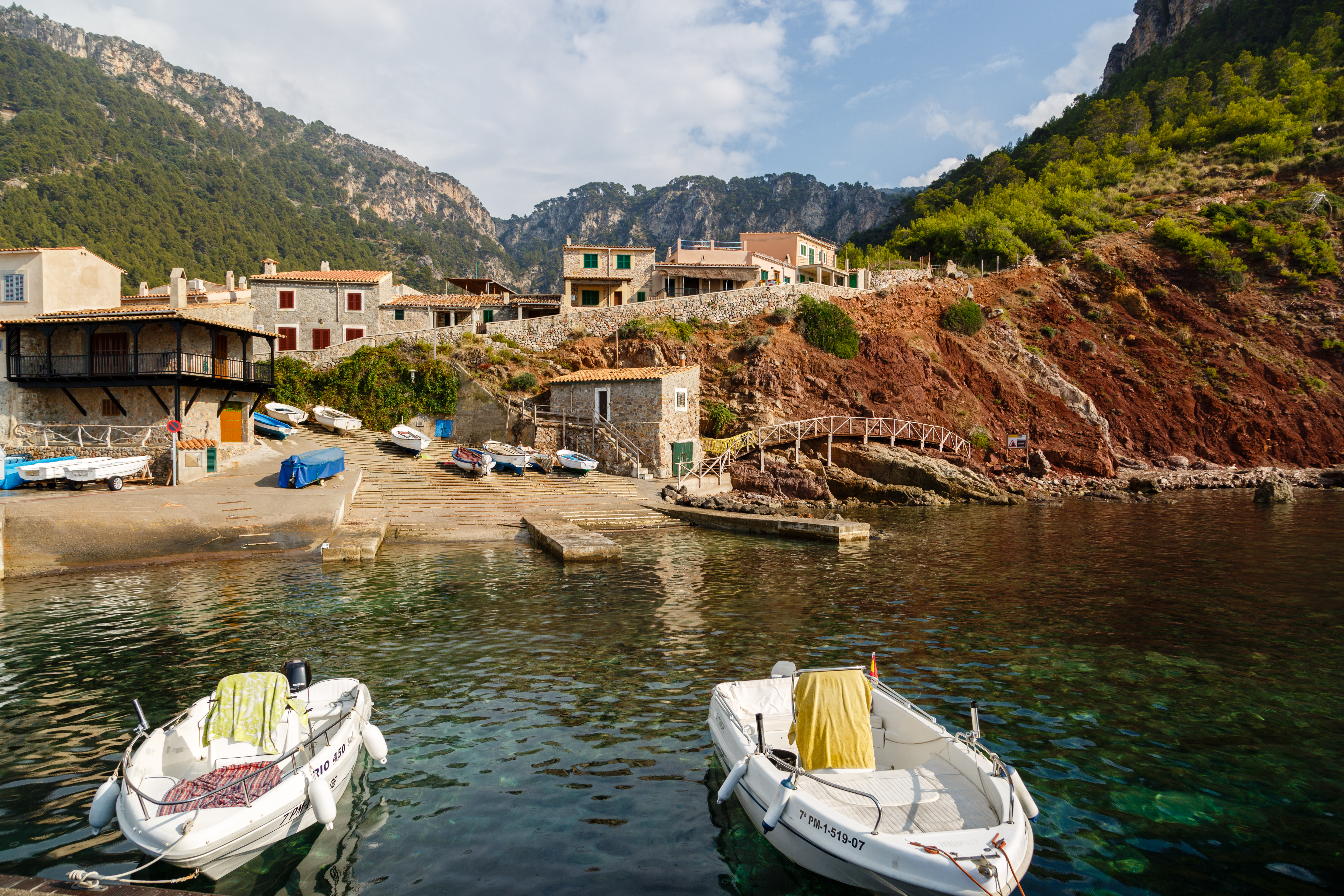
Der Hafen von Valldemossa

Einer Überlieferung nach soll sich der Name des Ortes von einem arabischen Wali namens Musa herleiten, der hier einst ein Landgut besessen haben soll. Gesichert ist, dass die Könige Mallorcas den Ort wegen des im Sommer angenehmen Klimas schätzten. König Jaume II. ließ hier einen Palast errichten, der von seinem Sohn und Nachfolger Sancho I. weiter ausgebaut wurde, weil dieser sich hier Linderung von seinem Asthma erhoffte.
Bekannt wurde das Bergdorf Valldemossa jedoch dadurch, dass der polnische Komponist Frédéric Chopin den Winter 1838/39 dort mit der französischen Schriftstellerin George Sand verbrachte. Chopin schrieb hier große Teile seiner Préludes op. 28, darunter das berühmte Regentropfen-Prélude. Sand verfasste über diesen Winter mit Chopin später das Erinnerungsbuch Ein Winter auf Mallorca, in dem sie die Landschaft ausführlich beschreibt. In dieser Zeit lebten sie in einem ehemaligen Kartäuserkloster, der Kartause von Valldemossa von 1399. Sie mussten ihren Aufenthalt bereits nach zwei Monaten abbrechen, weil Chopins Krankheit Tuberkulose sich verschlechterte.
Heute besuchen jährlich mehr als eine Million Touristen das Dorf, nicht zuletzt, um die Räumlichkeiten zu besichtigen, in denen Chopin und Sand gelebt haben. Das ehemalige Kloster wurde für Besucher umgebaut, und es werden Besitztümer des Paares und typische mallorquinische Gegenstände ausgestellt.
Valldemossa ist der Geburtsort von Catalina Thomás. Die einzige Heilige Mallorcas wird hier stark verehrt. Überall im Ort finden sich an den Häusern bunte Kacheln, auf denen Legenden aus ihrem Leben dargestellt werden. Im Ort lebt der Maler Nils Burwitz.
In Valldemossa steht auch das Kulturzentrum Costa Nord, das auf Initiative des amerikanischen Schauspielers Michael Douglas entstand. Es bietet Informationen über die Natur der Serra de Tramuntana, dem Gebirge im Nordwesten Mallorcas, sowie über regelmäßig stattfindende kulturelle Veranstaltungen.
Spezialitäten des Bergdorfs sind ein aus Mandeln hergestelltes Erfrischungsgetränk und das Kartoffelgebäck Coca de patata.
| Jahr      | 1842  | 1877  | 1887  | 1900  | 1910  | 1920  | 1930  | 1940  | 1950  | 1960  | 1970  | 1981  | 1991  | 2001  | 2011  |
| --------- | ----- | ----- | ----- | ----- | ----- | ----- | ----- | ----- | ----- | ----- | ----- | ----- | ----- | ----- | ----- |
| Einwohner | 1.461 | 1.634 | 1.650 | 1.737 | 1.720 | 1.817 | 1.761 | 1.450 | 1.247 | 1.136 | 1.143 | 1.161 | 1.292 | 1.708 | 2.007 |

### Architektur
- Kartause von Valldemossa (Cartoixa de Valldemossa)
- Pfarrkirche Sant Bartomeu
- Der Abri von Son Matge liegt auf dem Puig de sa Bombarda bei Valldemossa

## Wanderwege

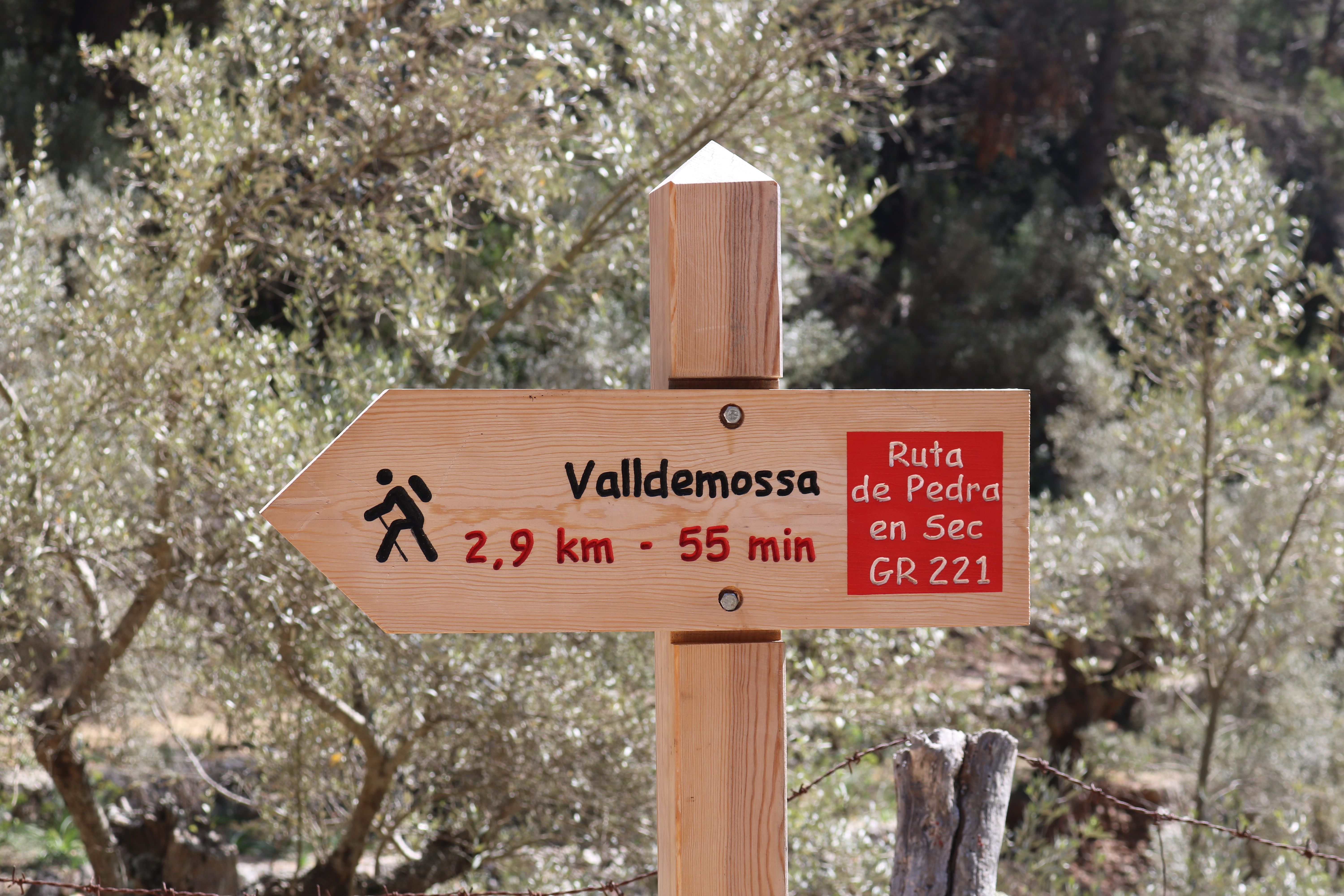
Wanderschild am GR 221

Valldemossa ist ein viel besuchtes Wanderziel und zugleich Ausgangspunkt für Tageswanderungen. Der Ort liegt am Fernwanderweg GR 221, der vom äußersten Südwesten der Insel durch die Serra de Tramuntana nach Pollença im Nordosten führt. Tageswanderer erreichen von Valldemossa  aus über Refugi de Son Moragues und den Felsgipfel Es Caragolí in fünf Stunden den Nachbarort Deià (Busanschluss zurück nach Deiá oder nach Palma). In südwestlicher Richtung kann dem GR 221 über den Pass Coll de Sant Jordi in vier Stunden nach Esporles gefolgt werden (Busanschluss nach Palma).
Sehr beliebt sind Wanderungen auf dem von Erzherzog Ludwig Salvator von Österreich-Toskana in der zweiten Hälfte des 19. Jahrhunderts angelegten Reitweg Camí de s'Arxiduc (dt. Erzherzogsweg) auf dem Höhenrücken nördlich von Valldemossa. Während die Route auf dem GR 221 frei zugänglich ist, führt der westliche Abschnitt des Reitwegs durch das private Schutzgebiet Muntanya del Voltor, für das vor der Wanderung eine kostenlose Genehmigung eingeholt werden muss.

## Galerie

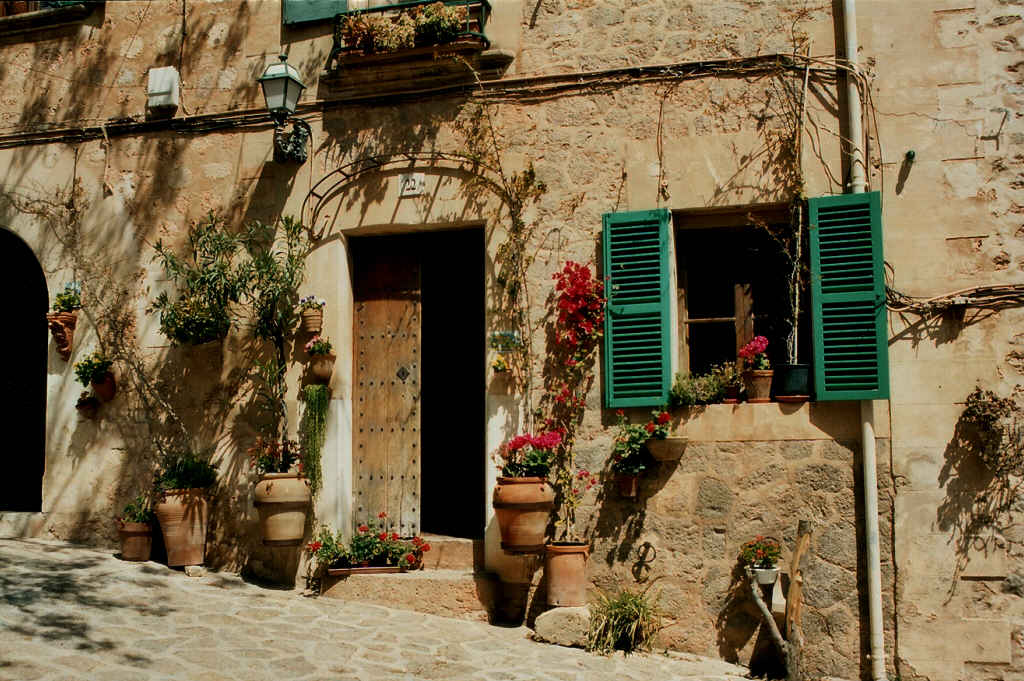
Blumenschmuck an den Fassaden
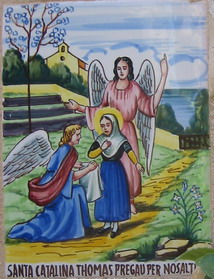
Kachelschmuck eines Hauses
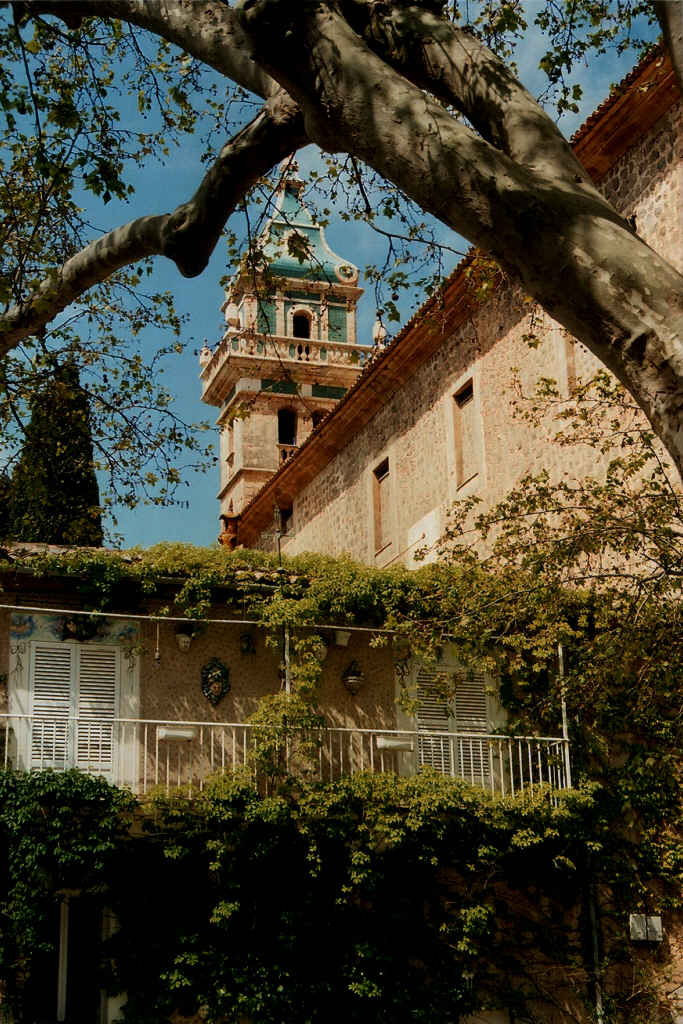
Kartause von Valldemossa
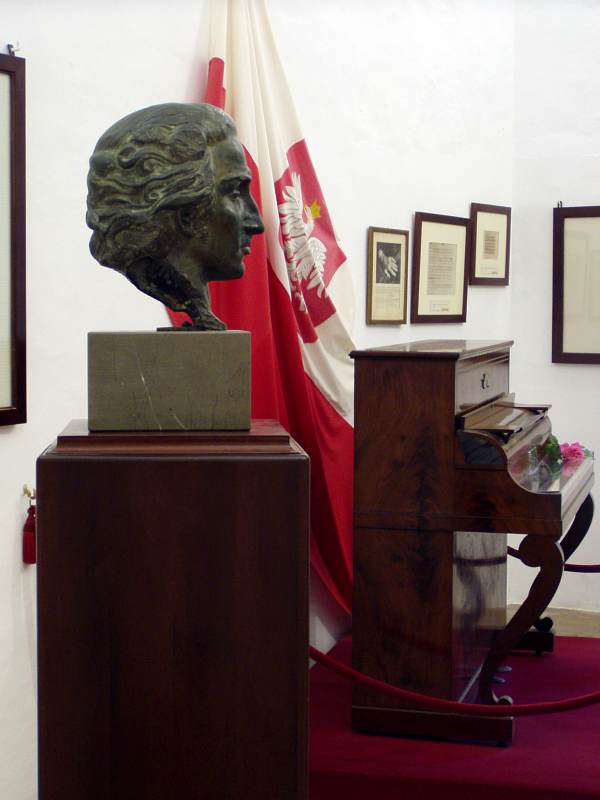
Raum von Frédéric Chopin